# Invisibili (album)
Invisibili è il secondo album in studio del rapper italiano Il Tre, pubblicato il 15 settembre 2023 su etichetta discografica Warner Records.
Il disco si è piazzato nel settembre 2023 per una settimana al primo posto della classifica italiana FIMI.

## Tracce
1. Amen – 3:03
2. Invisibili – 3:00
3. A volte – 2:43
4. Big Show (feat. Nicola Siciliano) – 2:55
5. Cracovia, Pt. 4 – 3:56
6. Caos – 3:06
7. Blackout – 2:27
8. Coolin Break (feat. Nitro e Enzo Dong) – 3:00
9. Techno Freestyle – 2:27
10. Il coraggio della paura – 2:31
11. Roma – 3:00
12. Lettera a mio padre – 3:03

Traccia bonus della Sanremo Edition
1. Fragili – 3:09

Tracce bonus nella riedizione digitale
1. Camminare sulla luna – 3:11
2. Fragili (Acoustic Version) – 3:07

## Classifiche
| Classifica (2023) | Posizione massima |
| ----------------- | ----------------- |
| Italia            | 1                 |